# Vụ đánh bom xe Luân Đôn 2007
Vào ngày 29 tháng 6 năm 2007, tại Luân Đôn, hai quả bom xe đã được phát hiện và vô hiệu hóa trước khi chúng có thể phát nổ. Xe đầu tiên được để lại gần hộp đêm Tiger Tiger ở Haymarket vào khoảng 01:30, và xe thứ hai ở Phố Cockspur, trong cùng khu vực của thành phố.
Chiếc xe đầu tiên đã được báo cho cảnh sát nhờ một đội cứu thương tham dự một sự cố nhỏ tại hộp đêm khi họ nhận thấy khói nghi ngờ. Khoảng một giờ sau, chiếc xe chứa thiết bị thứ hai đã bị phạt đậu xe trái phép, và một giờ sau đó, được vận chuyển đến bãi xe ở Park Lane, nơi nhân viên nhận thấy mùi xăng nồng nặc và báo cho cảnh sát biết họ đã nghe về thiết bị đầu tiên. Cả hai xe đều do Mercedes-Benz chế tạo, xe đầu tiên là một xe Mercedes-Benz W124 sedan màu xanh kim loại, số đăng ký G824 VFK, và xe thứ hai có số L708 VBB, đó là một chiếc Mercedes-Benz W124 nhưng màu xanh lam. Những chiếc xe và thiết bị trên xe đã được phục hồi nguyên vẹn để kiểm tra pháp y và cả hai đều được phát hiện có chứa bình xăng, hộp xăng và một số lượng đinh, với một bộ kích hoạt dựa trên điện thoại di động.
Sự kiện này trùng hợp với việc bổ nhiệm Gordon Brown làm Thủ tướng hai ngày trước đó, nhưng Phố Downing đã bác bỏ các đề xuất về mối liên hệ. Một liên kết chặt chẽ đã nhanh chóng được thiết lập tới cuộc tấn công sân bay Glasgow năm 2007 vào ngày hôm sau. Bilal Abdullah, bị bắt giữ sau vụ tấn công ở Glasgow, sau đó bị kết tội âm mưu giết người liên quan đến cả hai vụ và bị kết án tù chung thân, với tối thiểu 32 năm tù giam.